# Suecia en los Juegos Paralímpicos de Río de Janeiro 2016
Suecia estuvo representada en los Juegos Paralímpicos de Río de Janeiro 2016 por un total de 57 deportistas, 39 hombres y 18 mujeres.

## Medallistas
El equipo paralímpico sueco obtuvo las siguientes medallas:
| Nombre                        | Deporte       | Evento                                       |
| ----------------------------- | ------------- | -------------------------------------------- |
| Oro                           |               |                                              |
| Karl Forsman                  | Natación      | 100 m braza SB5 masculino                    |
| Plata                         |               |                                              |
| Maja Reichard                 | Natación      | 50 m libre S11 femenino                      |
| Maja Reichard                 | Natación      | 200 m estilos SM11 femenino                  |
| Emil Andersson Linus Karlsson | Tenis de mesa | Equipo 6-8 masculino                         |
| Joackim Norberg               | Tiro          | Pistola 25 m SH1 mixto                       |
| Bronce                        |               |                                              |
| Louise Etzner Jakobsson       | Hípica        | Doma individual grado III mixto              |
| Louise Etzner Jakobsson       | Hípica        | Doma individual estilo libre grado III mixto |
| Maja Reichard                 | Natación      | 100 m braza SB11 femenino                    |
| Maja Reichard                 | Natación      | 100 m espalda S11 femenino                   |
| Anna-Carin Ahlquist           | Tenis de mesa | Individual 3 femenino                        |